# Directie van de Levantse handel en de Navigatie op de Middellandse Zee
Die Directie van de Levantse handel en de Navigatie op de Middellandse Zee (wörtlich: Direktion des Levantehandels und der Schifffahrt im Mittelmeer, kurz: „Levantehandel-Direktion“, seltener „Levantehandel-Direktorium“) war ein Kollegium, das Vorschriften für den Handel der niederländischen Handelsmarine im östlichen Teil des Mittelmeers, der Levante, erließ und  überwachte. Die Levantehandel-Direktion existierte von 1625 bis 1826. Weil prinzipiell jeder niederländische Kaufmann im Mittelmeerraum ungehindert Handel treiben dürfen sollte, war die Direktion letztlich keine monopolgestützte Handelskompanie, wie etwa die zahlreichen damaligen Ostindien-Kompanien. Vielmehr glich es einem privatrechtlichen, doch mit gewissen staatlichen Hoheitsrechten versehenen Schutzbund, ähnlich der frühen Kaufmannshanse.

## Vorgeschichte
Ab dem ausgehenden 16. Jahrhundert engagierten sich die Niederländer im Mittelmeerhandel, in Gestalt der straatvaart (wörtlich: Straßenfahrt), die für die beteiligten Kauffahrer zwingend durch die Straße von Gibraltar führte. Ab 1590 begannen niederländische Kaufleute, Getreide aus den baltischen Ländern nach Italien zu verschiffen, weil dort große Knappheit herrschte. Nach 1600 dehnte sich der Handel auf die Levante und Nordafrika aus.
Eine besondere Rolle spielte der Levantehandel mit dem Osmanischen Reich. In Form sogenannter Kapitulationen gewährte der jeweilige Sultan europäischen Händlern die Erlaubnis zum Handel, sicheres Geleit sowie eine gewisse Extraterritorialität, die besonderen Rechtsschutz sowie den Unterhalt von Handelsposten und Konsulaten umfasste.
Die Niederländer, die sich im Unabhängigkeitskampf gegen die spanische Oberhoheit befanden und mancherorts, besonders von katholischen Staaten, noch nicht als souverän anerkannt wurden, verfügten anfangs über keine eigene Kapitulation. Sie trieben zunächst, gegen Gebühr, unter französischer Flagge Handel, nach 1583 aber unter jener der Engländer. 1611 gewährte der Sultan der Republik der Sieben Vereinigten Provinzen (Vereinigte Niederlande), als dritter westeuropäischen Nation, eine eigene Kapitulation. So konnten die Niederländer ab sofort unter eigener Flagge Handel treiben. Erster Botschafter der Vereinigten Niederlande wurde Cornelius Haga, der von 1612 bis 1639 in Konstantinopel residierte. Nacheinander wurden auch Konsulate in Aleppo, Smyrna (heute Izmir) und Thessaloniki eröffnet, aber auch in italienischen Städten, wie Livorno, Venedig und Genua.
Der Handel im Mittelmeerraum litt jedoch unter einigen Erschwernissen. Ein großes Problem stellten die regelmäßigen Überfälle seitens der Barbaresken-Korsaren dar. Die Barbareskenstaaten Algier, Tunis und Tripolis waren nominell Bestandteile des Osmanischen Reich, tatsächlich agierten sie jedoch autark und setzten sich über Direktiven der Hohen Pforte weitgehend hinweg. Im Auftrag oder zumindest mit Billigung des jeweiligen Beys raubten die Korsaren das Ladegut und verkauften die Schiffsbesatzungen samt der Passagiere als sogenannte weiße Sklaven oder hielten sie, bis zur Zahlung eines Lösegelds, oft jahrelang gefangen.
Schutz vor Korsarenüberfällen, aber auch vor ungerechtfertigten Übergriffen osmanischer Hafenbehörden, sollten die sog. „Türkenpässe“ bieten. Sie wurden von der Hohen Pforte und den europäischen Kapitulationsempfängern, aber auch von den einzelnen Barbareskenstaaten selbst, gegen Gebühr, gemeinsam ausgestellt. Versehen mit dem Namen von Schiff und Kapitän, waren sie nach der Rückkehr in den Heimathafen wieder abzugeben und anschließend behördlicherseits zu vernichten. Gleichzeitig wurde ein von dem Türkenpass abzutrennender Coupon an die osmanische Seite zurückgeschickt. Die Türkenpässe boten allerdings keinen Schutz vor Piratenüberfällen oder vor Übergriffen in Kriegszeiten. Darum mussten sich die einzelnen Kauffahrer zu Schiffskonvois und später auch zu, von Kriegsschiffen bewachten, Geleitzügen zusammenschließen. Daneben gab es im osmanischen Machtbereich immer wieder Probleme mit der Anerkennung von Frachtbriefen oder Pässen sowie mit überhöhten Hafengebühren, die nicht den in der Kapitulation vereinbarten entsprachen.
Zur Lösung der Probleme riet Cornelius Haga den Generalstaaten, dem Parlament und obersten Beschlussorgan der Vereinigten Niederlande, zu der Gründung eines Kaufmannskollegiums in Amsterdam, das die niederländische Handelsschifffahrt im Mittelmeerraum in Form einer Konvoischifffahrt (re-)organisieren und beaufsichtigen sollte.

## Gründung
Am 25. Juni 1625 bildete eine Gruppe von 38 Amsterdamer Kaufleuten, in Absprache mit dem Amsterdamer Stadtrat, ein siebenköpfiges, später achtköpfiges Direktorium. Die Mitglieder des Gremiums waren allesamt Direktoren und untereinander gleichberechtigt. Niemand durfte länger als zwei Jahre im Amt verbleiben, so dass jährlich etwa drei bis vier Direktoren ausschieden und durch neue Kaufleute ersetzt wurden.
Für die ihm in Erfüllung seiner Aufgabe entstehenden Kosten durfte das Direktorium ein Lastgeld von den in die Levante abgehenden oder von dort zurückkehrenden Handelsschiffen erheben. Ferner erhielt das Kollegium das Visitationsrecht, um die Levantehändler auf ihre Fracht und ihr Ladevolumen hin kontrollieren zu dürfen. Ursprünglich eine Institution der Stadt Amsterdam, erlaubten die Generalstaaten dem Direktorium schon bald eine Ausdehnung seines Wirkungsbereichs, so dass nun auch Levantefahrer aus anderen niederländischen Gemeinden lastgeldpflichtig wurden. Das Lastgeld richtete sich nach dem Volumen des Frachtraums, so dass größere Schiffe ein entsprechend höheres Entgelt zu entrichten hatten.
1644 wurde Hoorn Sitz einer eigenen Direktoriumskammer, 1674 bekam auch Rotterdam eine eigene Direktion und 1696 Middelburg. Dordrecht entsandte einen Vertreter in das Rotterdamer Kollegium. Ein Vertreter aus Leyden saß zuerst im Amsterdamer Rat und dann in Rotterdam. Die Amsterdamer Direktion hatte Bevollmächtigte auf Vlieland und Texel, um Schiffe zu inspizieren und die Gebühren einzutreiben.
Die Direktoren erhielten für ihre Tätigkeit in der Regel keine finanzielle Vergütung. Die Mitglieder des Amsterdamer Direktoriums erhielten jährlich einen Almanach, einen Käse und neun Gulden für Bürobedarf. Dieser Betrag stieg bis 1726 auf 33 Gulden. Zu ihrer Unterstützung stellten die Direktoren einen Sekretär ein. Der erste Amsterdamer Sekretär bezog 1626 einen Betrag von 150 Gulden pro Jahr. 1689 betrug das Salär 1.250 Gulden. Die jeweiligen Direktorien hatten über ihre Einnahmen und Ausgaben der Generaliteitsrekenkamer, einer Art Rechnungshof  der Generalstaaten, jährlich zu berichten.

## Aufgaben
- Überwachung der Ausrüstung aller Schiffe, die das Mittelmeer und die Levante ansteuerten. Insbesondere um sicherzustellen, dass sie über angemessene Bewaffnung, Besatzung und Ausrüstung verfügten, um Piratenüberfälle abwehren zu können. Dem Direktorium oblag ferner die Entscheidung, in welchen Zeiträumen Einzelfahrten verboten waren und die Meerengen nur im Konvoi durchquert werden durften.
- Überprüfung des Konnossements auf den Schiffen, um Verzögerungen in den Mittelmeerhäfen zu vermeiden.
- Kontaktpflege mit dem Gesandten in Konstantinopel/Istanbul und den Konsuln im Levante- und Moskauer Raum. Dies wurde später auf alle Konsuln entlang des Mittelmeers ausgedehnt. Alle sechs Monate mussten die Konsuln eine Liste aller in ihrem Hoheitsgebiet ankommenden Schiffe an den Vorstand senden.
- Die Pflege freundschaftlicher Beziehungen zu den Barbareskenstaaten. In der Praxis geschah dies durch jährliche Geschenke und Präsente. Die Kosten dafür wurden auf Dauer erheblich. Die Generalstaaten beschlossen daher, diese von den verschiedenen Admiralitätsausschüssen erheben zu lassen.
- Beratung der Generalstaaten in allen Aspekten des Handels und der Ernennung von Konsuln und Geistlichen in Städten, in denen sich ein Konsulat befand.

In der Praxis leistete die Amsterdamer Direktion, auch Präsidentenkammer genannt, den größten Teil dieser Aufgaben. Sie organisierte die Hauptversammlungen aller Direktionen und leitete sie. Dem Amsterdamer Direktorium oblag auch die Korrespondenz mit dem Botschafter und den Konsuln.

## Finanzierung
Der Amsterdamer Stadtrat hatte das Direktorium bei seiner Gründung 1625 ermächtigt, eine Abgabe von vier Stuivern pro Last zu erheben. Ein Dekret der Generalstaaten ermöglichte später die Anhebung auf zwanzig Stuiver pro Last, was nun für jedes niederländische Schiff an jedem Ort der Republik galt. Es gab einige Ausnahmen für Schiffe, die nur mit Ballast durch die Meerenge fuhren. Das Direktorium war befugt, Bußgelder gegen Schiffsführer und Schiffe zu verhängen, die versuchten, sich der Abgabe zu entziehen, indem sie ein anderes Ziel vorgaben. Ab 1666 gab es auch eine Abgabe von 1 % auf den Wert aller aus der Levante hierher eingeführten Waren.
Daneben gab es auch einige zeitlich befristete Abgaben. Ein wichtiges Problem für den Handel war beispielsweise der kaum funktionierende Kapitalmarkt im Osmanischen Reich. Osmanische Kaufleute, die europäische Produkte kauften, hatten oft nicht genügend Kapital, um sie zu bezahlen. Dies geschah in der Regel in Naturalien oder in Raten. Niederländische Händler gerieten daher mitunter in finanzielle Schwierigkeiten. Das Direktorium wurde von den Generalstaaten ermächtigt, einen Kredit aufzunehmen, um das Problem zu lösen. Für Tilgung und Verzinsung dieses Darlehens durfte das Direktorium vorübergehend einen zweiprozentigen Zuschlag auf Waren aus der Levante erheben.

## Effizienz
Im ersten Jahrzehnt nach der Aufnahme diplomatischer Beziehungen mit dem osmanischen Reich im Jahr 1611 war ein gewisses Wachstum hinsichtlich des niederländischen Levantehandels zu beobachten. Dieser Zeitraum entsprach in etwa dem Zwölfjährigen Waffenstillstand, der den Achtzigjährigen Krieg zwischen den Niederlanden und Spanien von 1609 bis 1621 unterbrach. Im Gründungsjahr des Levantehandel-Direktorats waren die Feindseligkeiten bereits wieder im Gange. Dies bedingte einen erheblichen Rückgang des niederländischen Mittelmeerhandels. Daneben wurde die Autorität des Amsterdamer Direktoriums immer wieder von anderen niederländischen Hafen- und Handelsstädten, aber auch von der Kaufmannschaft selbst in Frage gestellt.
Nach dem Frieden von Münster mit Spanien 1648 erlebte der Levantehandel jedoch eine Blütezeit. Vor allem Stoffe aus Leiden wurden in großen Mengen exportiert. Baumwollgarne wurden vor allem aus Smyrna importiert. In dieser Ära erlebte das Levantehandel-Direktorium einen erheblichen Bedeutungszuwachs.
Im frühen 18. Jahrhundert nahm die Konkurrenz durch französische Tuche zu, die leichter und preisgünstiger waren als die schweren Tuche aus Leiden. Etwa zwischen 1750 und 1780 kam es zu einer Wiederbelebung des niederländisch-osmanischen Stoffhandels. Die Niederländer exportierten hauptsächlich Wollstoffe in das Osmanische Reich und importierten von dort Rohstoffe und Vorprodukte, wie Rohbaumwolle und Angoragarn. Diese Periode endete mit dem Vierten Englisch-Niederländischen Krieg (1780–1784), der den Handel unter niederländischer Flagge im östlichen Mittelmeer unmöglich machte. Daneben schwand die Bedeutung des Levantehandel-Direktoriums mit der Abnahme der Barbareskenpiraterie, die aufgrund wiederholter militärischer Interventionen der westeuropäischen Mächte allmählich im Schwinden begriffen war.
Ende des 18. Jahrhunderts reichten die Einnahmen des Direktoriums nicht mehr zur Deckung der Ausgaben, weshalb die Generalstaaten unterstützend eingreifen mussten. Nach der Annexion des Königreichs Holland 1810 wurde das Levantehandel-Direktorium ein Jahr später aufgelöst. Mit der Wiedererlangung der staatlichen Unabhängigkeit erstand das Direktorium 1814 erneut, mit praktisch denselben einstigen Befugnissen. 1818 wurde in Ostende eine weitere Direktoriumskammer gegründet. In der Folge wurde jedoch deutlich, dass die Bedeutung des Handels in einer grundlegend veränderten Situation vor allem von einer Entlastung profitieren würde. Am 1. Juli 1826 wurde das Levantehandel-Direktorium endgültig aufgelöst.

## Der Handelsplatz Smyrna und der Smyrna-Konvoi
Smyrna entwickelte sich zum bedeutendsten Handelsplatz der Niederländer im östlichen Mittelmeerraum. Bereits um 1650 hatten sich französische, englische und niederländische Händler in Smyrna niedergelassen. Sie betätigten sich im Handel mit persischer Seide sowie mit Baumwolle und Rosinen aus Anatolien. Der erste niederländische Konsul in Smyrna wurde 1656 ernannt. Bis ins 19. Jahrhundert gab es eine kleine holländische Gemeinde und einen holländischen Friedhof. Weitere wichtige Handelsgüter waren Wolle und der Farbstoff Indigo. Ebenso lief ein bedeutender Anteil des Handels mit Orientteppichen über Smyrna.
In der zweiten Hälfte des 17. Jahrhunderts lebten 10.000 Ausländer in Smyrna. Die Ansiedlung europäischer Händler führte sogar dazu, dass die traditionelle Route für den Seidenhandel hierher umgeleitet wurde. Nachdem aufgrund der Entstehung der europäischen Seidenindustrie nach 1720 der Fernhandel mit Seide zum Erliegen gekommen war, behielt die Stadt noch bis etwa 1760 ihre Bedeutung im Baumwollhandel.
Der niederländische Levante-Seehandel wurde über den jährlich mindestens einmal organisierten Smyrna-Konvoi abgewickelt. Bevor der von Smyrna abgehende Schiffskonvoi die Meerenge von Gibraltar passierte, lief er verschiedene Rendezvous-Häfen an den Küsten Italiens (bspw. Livorno und Genua), Frankreichs (Marseille) und Spaniens (Alicante, Málaga) an. Dort hatten Einzelfahrer Gelegenheit, sich dem Konvoi anzuschließen. Bei von den Niederlanden kommenden, ins Mittelmeer einfahrenden Konvois war die Reihenfolge umgekehrt. Ort und Anzahl der angesteuerten Rendezvous-Häfen folgten keinem starren Schema, sondern variierten bei Bedarf. Der Smyrna-Konvoi war, besonders in Zeiten, in denen sich die Niederlande mit anderen europäischen Mächten im Krieg befanden, oft Ziel gegnerischer Kaperunternehmen. Zu den berühmtesten dieser Operationen zählt die Seeschlacht bei Lagos (1693), als ein niederländisch-englischer Konvoi von französischen Kaperern zersprengt wurde. 20 Jahre zuvor hatten wiederum die Engländer, mit ihrem weitgehend erfolglosen Überfall auf den Smyrna-Konvoi am 13. März 1672, bewusst den Dritten Englisch-Niederländischen Krieg ausgelöst.